# Klamka

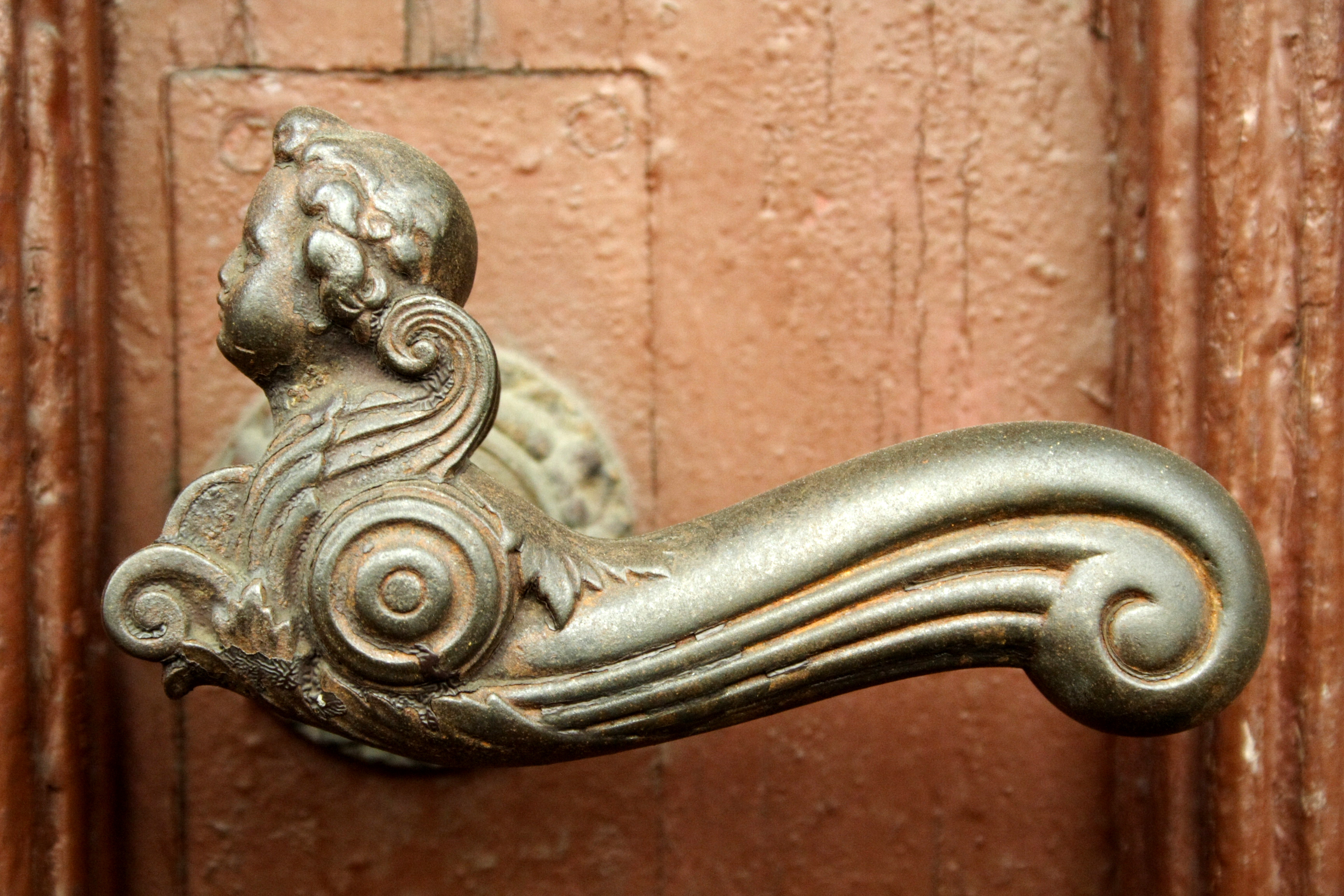
Klamka w zewnętrznych drzwiach kamienicy

Klamka – ruchoma, zwykle metalowa lub plastikowa rączka przy zamku u drzwi (także okna), służąca do ich otwierania i zamykania. Jest sprzężona mechanicznie z zasuwą, wysuwającą się z drzwi do futryny i blokującą ich otwarcie. Najczęściej w mechanizmie umieszczona jest sprężyna, która wymusza położenie zasuwy w pozycji wysuniętej. Klamka stanowi dźwignię umożliwiającą pokonanie oporu tej sprężyny, wsunięcie się zasuwy i odblokowanie otwarcia.
Klamka klasyfikowana jest jako okucie budowlane uchwytowe.

## Galeria

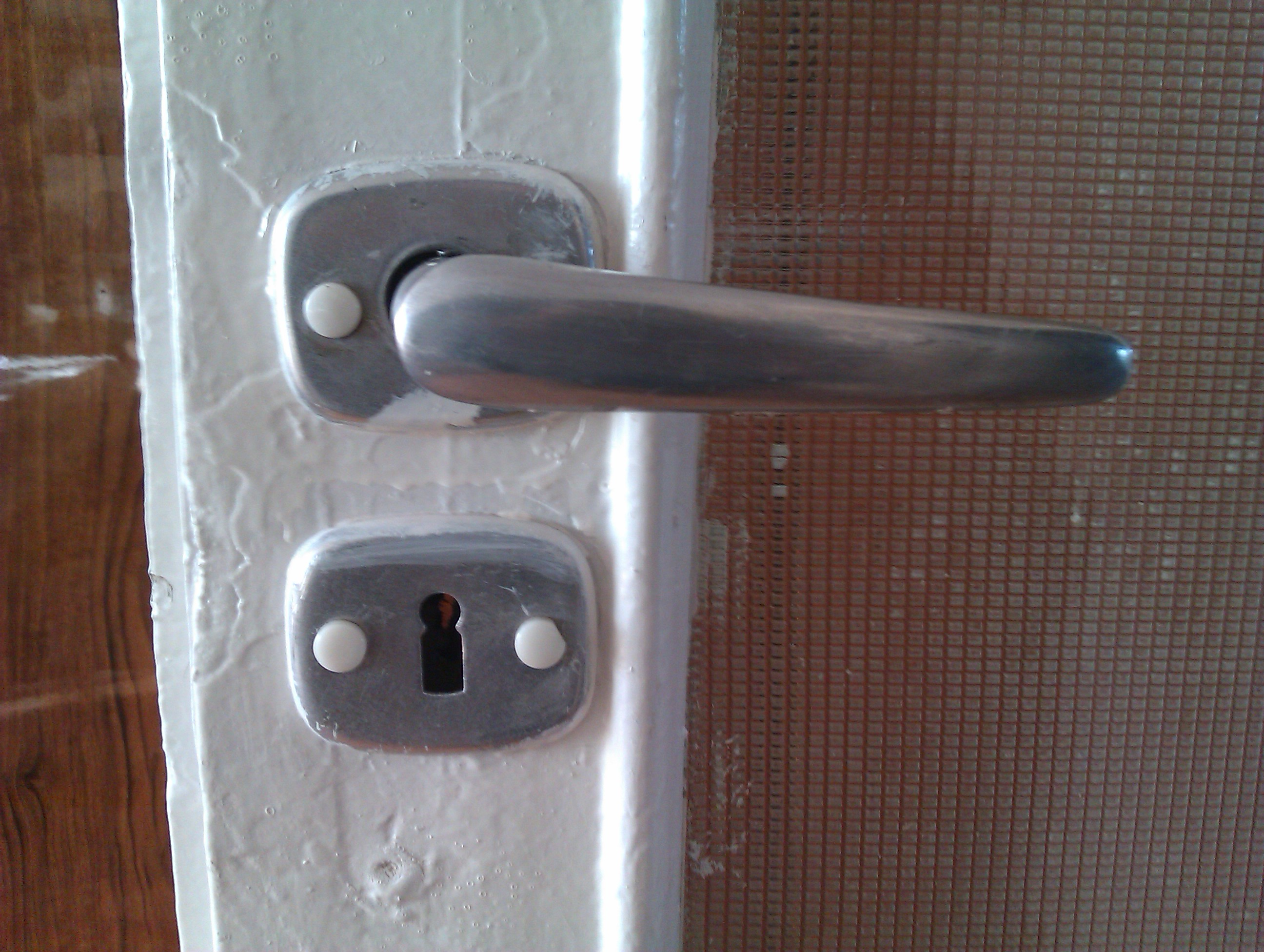
Stara klamka z lat 80. z szyldem typu „telewizorek”
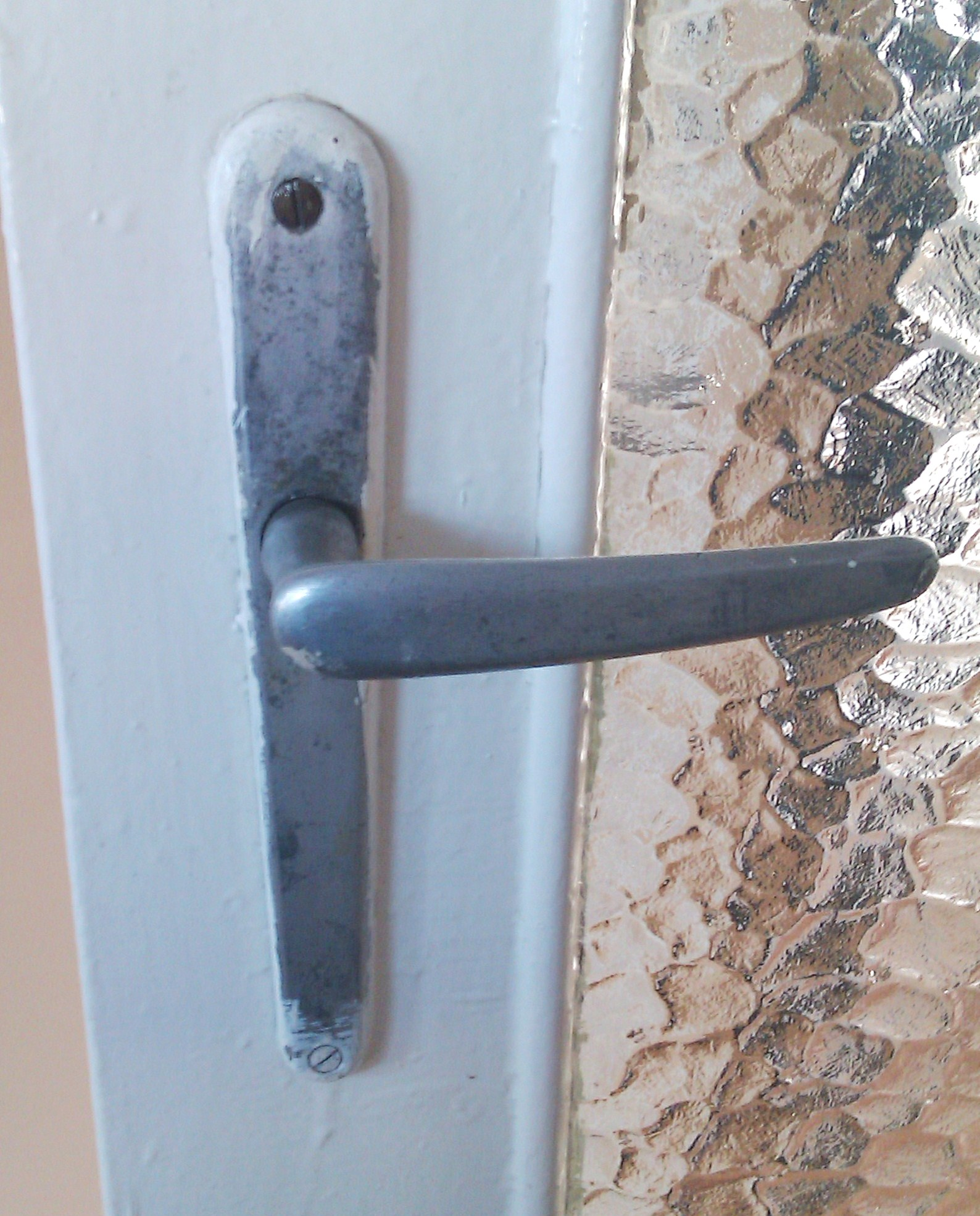
Klamka z lat 60. z długim szyldem
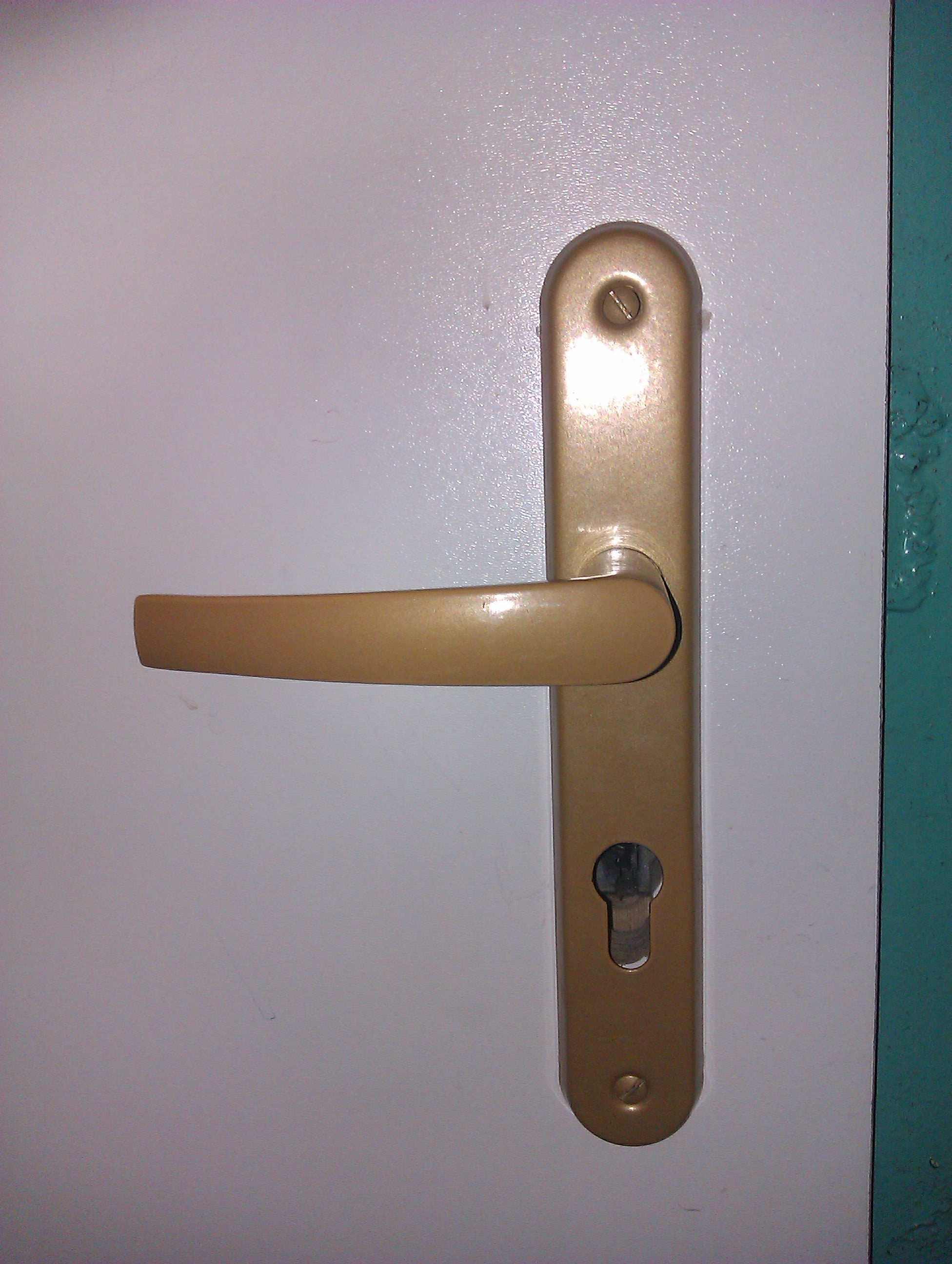
Współczesny szyld drzwiowy na wkładkę
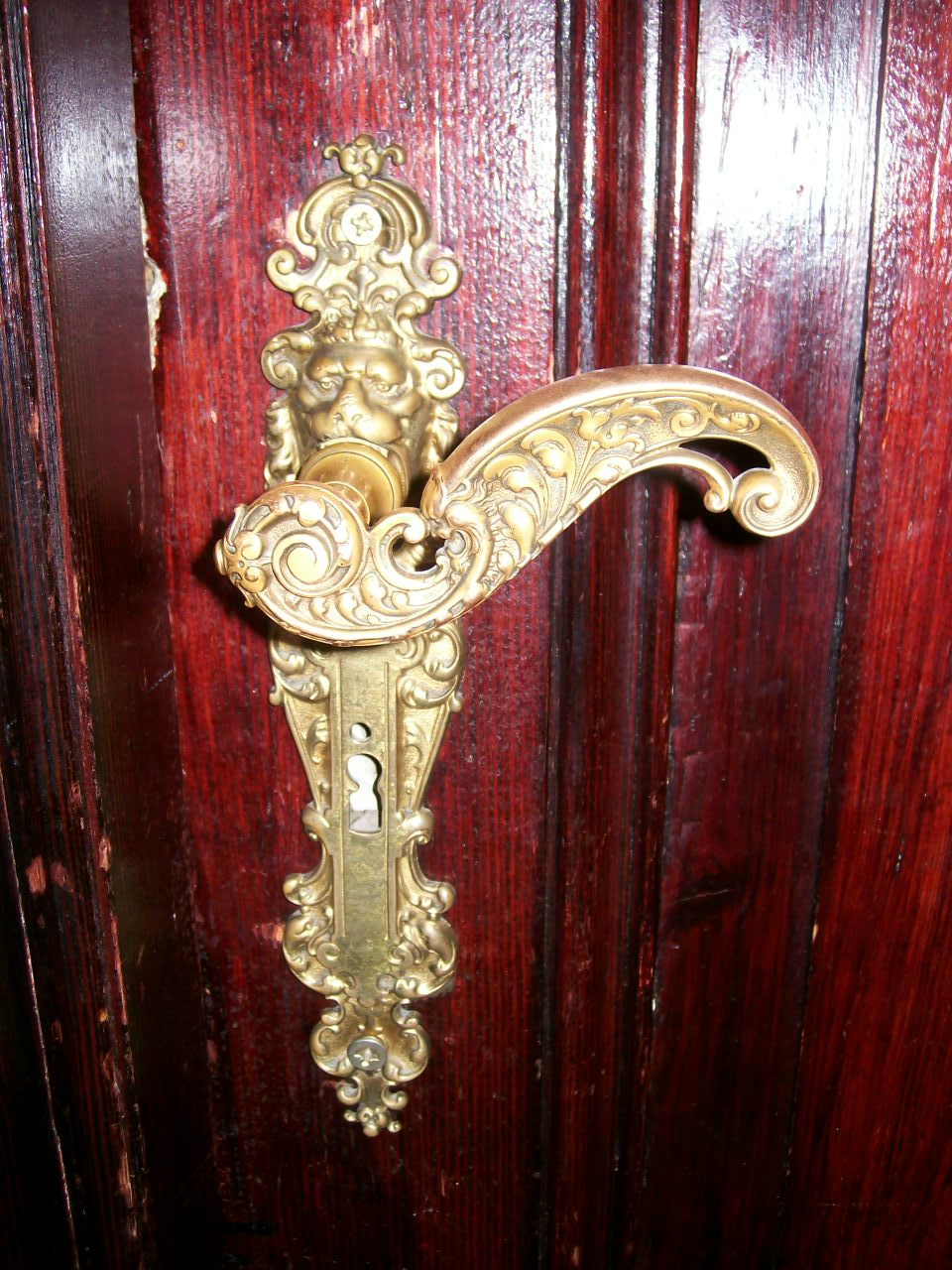
Stary, ozdobny, poniemiecki szyld. Klamka wychodzi z paszczy lwa
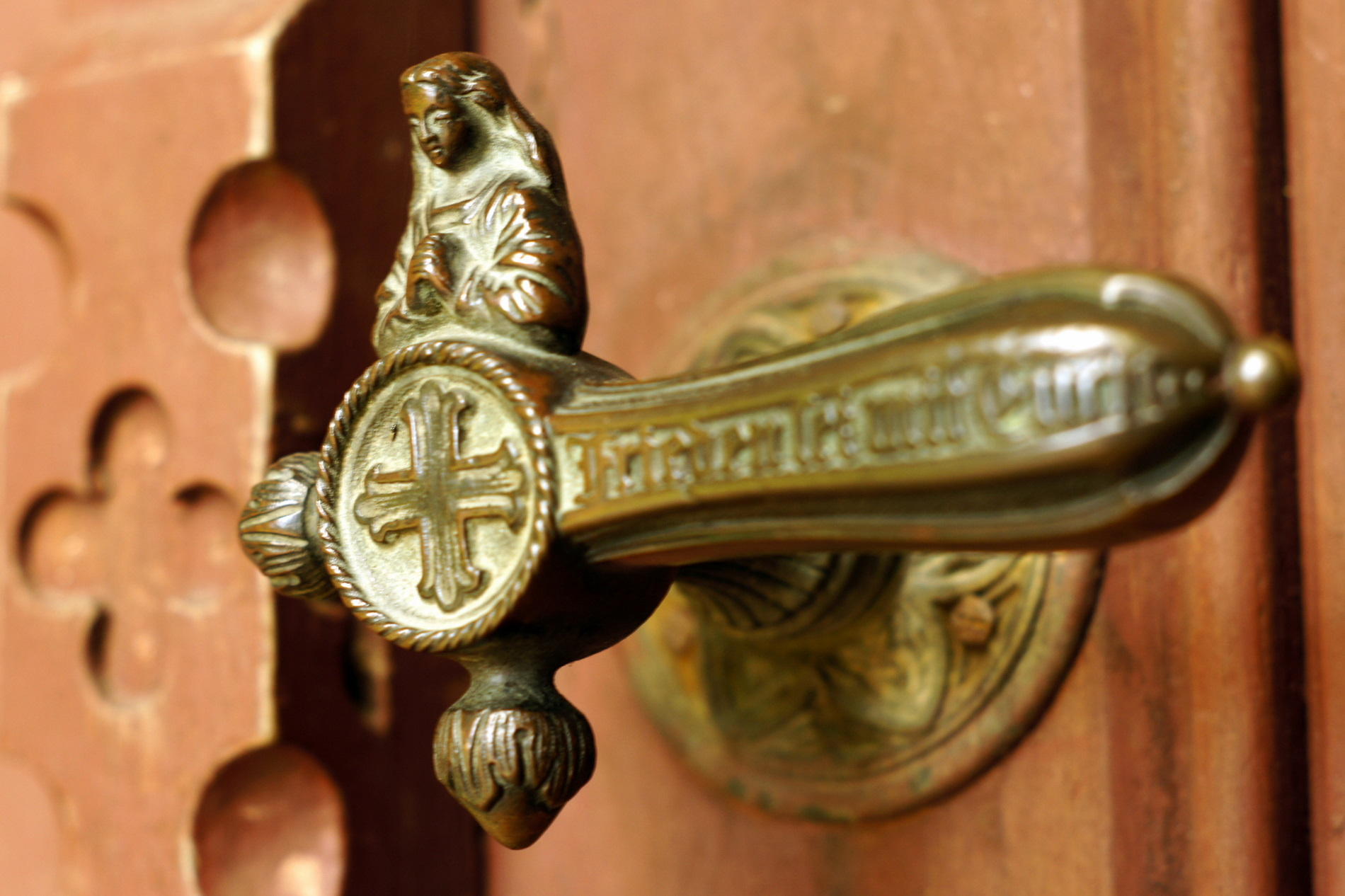
Klamka drzwi kościoła
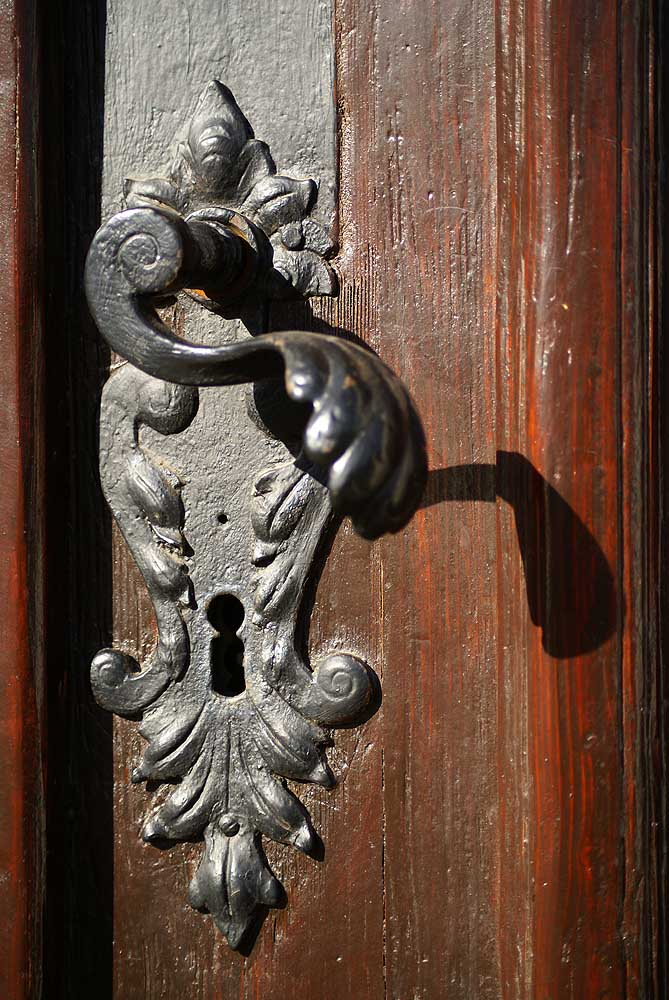
Klamka drzwi kościoła
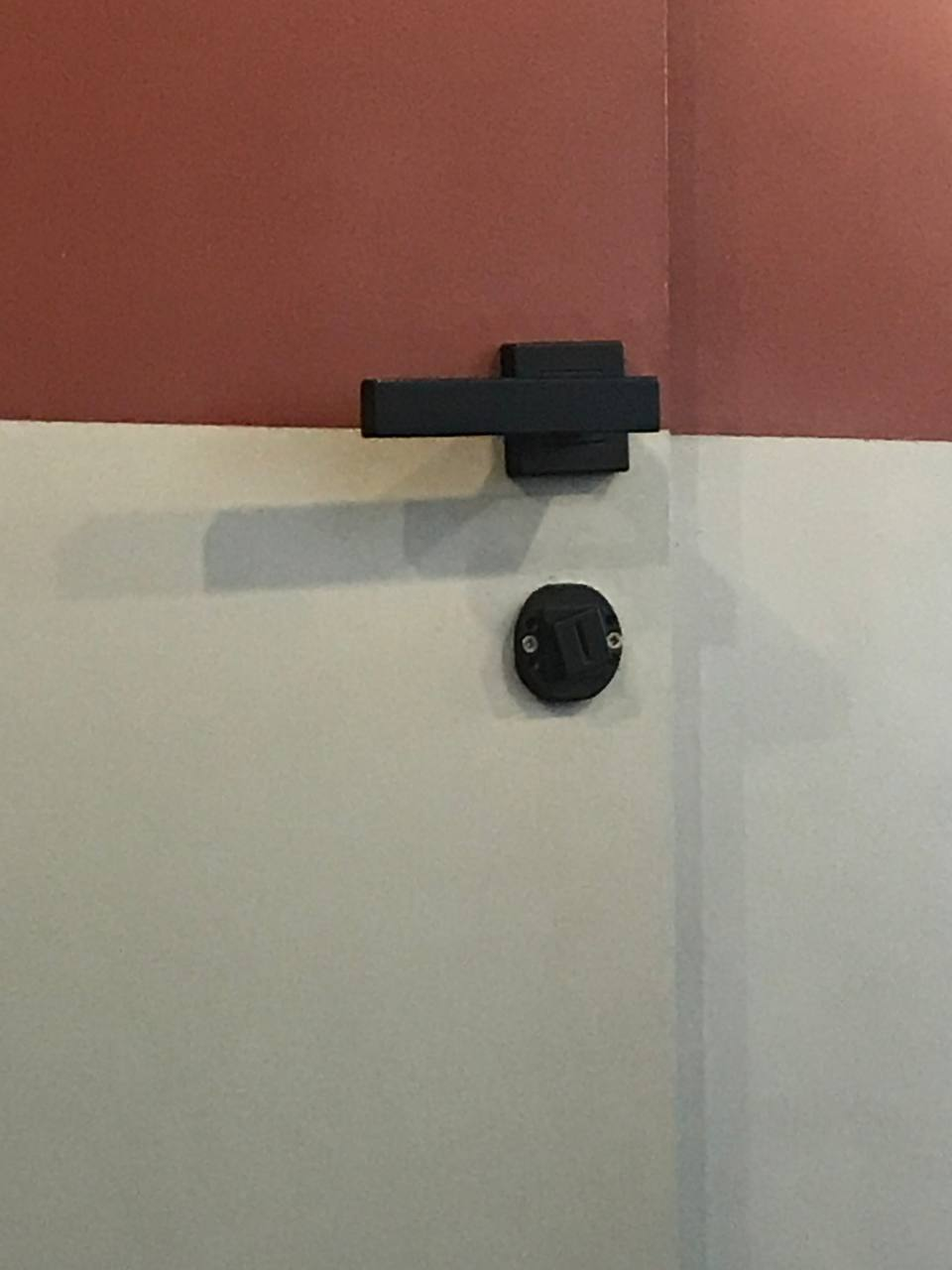
Czarna nowoczesna klamka